# 34e cérémonie des Saturn Awards
La 34e cérémonie des Saturn Awards, récompensant les films sortis en 2007 et les professionnels s'étant distingués cette année-là, s'est tenue le 24 juin 2008.

## Palmarès
Les lauréats sont indiqués ci-dessous en premier de chaque catégorie et en gras.

### Cinéma

#### Meilleur film de science-fiction
- Cloverfield
  - Les Quatre Fantastiques et le Surfer d'argent (Fantastic Four: Rise of the Silver Surfer)
  - Je suis une légende (I am Legend)
  - Mimzy, le messager du futur (The Last Mimzy)
  - Sunshine
  - Transformers

#### Meilleur film fantastique
- Il était une fois (Enchanted)
  - À la croisée des mondes : La Boussole d'or (His Dark Materials: The Golden Compass)
  - Harry Potter et l'Ordre du phénix (Harry Potter and the Order of the Phoenix)
  - Pirates des Caraïbes : Jusqu'au bout du monde (Pirates of the Caribbean: At World's End)
  - Spider-Man 3
  - Stardust, le mystère de l'étoile (Stardust)

#### Meilleur film d'horreur
- Sweeney Todd : Le Diabolique Barbier de Fleet Street (Sweeney Todd: The Demon Barber of Fleet Street)
  - Chambre 1408 (1408)
  - 30 jours de nuit (30 Days of Night)
  - Ghost Rider
  - Grindhouse
  - The Mist (Stephen King's The Mist)

#### Meilleur film d'action / aventures / thriller
- 300
  - 3 h 10 pour Yuma (3:10 to Yuma)
  - Die Hard 4 : Retour en enfer (Live Free or Die Hard)
  - No Country for Old Men - Non, ce pays n'est pas pour le vieil homme (No Country for Old Men)
  - There Will Be Blood
  - La Vengeance dans la peau' (The Bourne Ultimatum)
  - Zodiac

#### Meilleur film d'animation
- Ratatouille
  - La Légende de Beowulf (Beowulf)
  - Bienvenue chez les Robinson (Meet the Robinsons)
  - Shrek le troisième (Shrek the Third)
  - Les Simpson, le film (The Simpsons Movie)
  - Les Rois de la glisse (Surf's Up)

#### Meilleur film international
- Les Promesses de l'ombre (Eastern Promises)
  - Day Watch (Дневной дозор)
  - Les Fantômes de Goya (Goya's Ghosts)
  - L'Orphelinat (El Orfanato)
  - Le Limier (Sleuth)
  - Black Book (Zwartboek)

#### Meilleure réalisation
- Zack Snyder pour 300
  - Paul Greengrass pour La Vengeance dans la peau
  - David Yates pour Harry Potter et l'Ordre du phénix
  - Frank Darabont pour The Mist
  - Sam Raimi pour Spider-Man 3
  - Tim Burton pour Sweeney Todd : Le Diabolique Barbier de Fleet Street

#### Meilleur acteur
- Will Smith pour Je suis une légende
  - John Cusack pour Chambre 1408
  - Gerard Butler pour 300
  - Viggo Mortensen pour Les Promesses de l'ombre
  - Johnny Depp pour Sweeney Todd : Le Diabolique Barbier de Fleet Street
  - Daniel Day-Lewis pour There Will Be Blood

#### Meilleure actrice
- Amy Adams pour il était une fois
  - Helena Bonham Carter pour Sweeney Todd : Le Diabolique Barbier de Fleet Street
  - Ashley Judd pour Bug
  - Belén Rueda pour L'Orphelinat
  - Carice van Houten pour Black Book
  - Naomi Watts pour Les Promesses de l'ombre

#### Meilleur acteur dans un second rôle
- Javier Bardem pour No Country for Old Men
  - David Wenham pour 300
  - Ben Foster pour 3 h 10 pour Yuma
  - Justin Long pour le rôle de Matthew « Matt » Farrell dans Die Hard 4 : Retour en enfer (Live Free or Die Hard)
  - James Franco pour Spider-Man 3
  - Alan Rickman pour Sweeney Todd : Le Diabolique Barbier de Fleet Street

#### Meilleure actrice dans un second rôle
- Marcia Gay Harden pour The Mist
  - Lena Headey pour 300
  - Lizzy Caplan pour Cloverfield
  - Rose McGowan pour Planète Terreur
  - Imelda Staunton pour Harry Potter et l'Ordre du phénix
  - Michelle Pfeiffer pour Stardust, le mystère de l'étoile

#### Meilleur(e) jeune acteur ou actrice
- Freddie Highmore pour August Rush
  - Josh Hutcherson pour Le Secret de Terabithia
  - Dakota Blue Richards pour À la croisée des mondes : La Boussole d'or
  - Daniel Radcliffe pour Harry Potter et l'Ordre du phénix
  - Rhiannon Leigh Wryn pour Mimzy, le messager du futur
  - Alex Etel pour Le Dragon des mers : La Dernière Légende

#### Meilleur scénario
- Brad Bird pour Ratatouille
  - Michael B. Gordon, Zack Snyder et Kurt Johnstad pour 300
  - Roger Avary et Neil Gaiman pour La Légende de Beowulf
  - Michael Goldenberg pour Harry Potter et l'Ordre du phénix
  - Joel et Ethan Coen pour No Country for Old Men : Non, ce pays n'est pas pour le vieil homme
  - John Logan pour Sweeney Todd : Le Diabolique Barbier de Fleet Street

#### Meilleure musique
- Alan Menken pour Il était une fois
  - Tyler Bates pour 300
  - Mark Mancina pour August Rush
  - John Powell pour La Vengeance dans la peau
  - Nicholas Hooper pour Harry Potter et l'Ordre du phénix
  - Jonny Greenwood pour There Will Be Blood

#### Meilleurs costumes
- Sweeney Todd : Le Diabolique Barbier de Fleet Street (Sweeney Todd: The Demon Barber of Fleet Street) – Colleen Atwood
  - 300 – Michael Wilkinson
  - À la croisée des mondes : La Boussole d'or – Ruth Myers
  - Harry Potter et l'Ordre du phénix – Jany Temime
  - Pirates des Caraïbes : Jusqu'au bout du monde (Pirates of the Caribbean: At World's End) – Penny Rose
  - Stardust, le mystère de l'étoile – Sammy Sheldon

#### Meilleur maquillage
- Pirates des Caraïbes : Jusqu'au bout du monde (Pirates of the Caribbean: At World's End) – Ve Neill et Martin Samuel
  - 30 jours de nuit – Davina Lamont et Gino Acevedo
  - 300 – Shaun Smith, Mark Rappaport et Scott Wheeler
  - Harry Potter et l'Ordre du phénix – Nick Dudman et Amanda Knight
  - Planète Terreur – Howard Berger, Gregory Nicotero et Jake Garber
  - Sweeney Todd : Le Diabolique Barbier de Fleet Street – Peter Owen et Ivina Primorac

#### Meilleurs effets spéciaux
- Transformers – Scott Farrar, Scott Benza, Russell Earl et John Frazier
  - 300 – Chris Watts, Grant Freckelton, Derek Wentworth et Daniel Leduc
  - À la croisée des mondes : La Boussole d'or – Michael L. Fink, Bill Westenhofer, Ben Morris et Trevor Wood
  - Harry Potter et l'Ordre du phénix – Tim Burke, John Richardson, Paul J. Franklin et Greg Butler
  - Pirates des Caraïbes : Jusqu'au bout du monde (Pirates of the Caribbean: At World's End) – John Frazier, Charles Gibson, Hal T. Hickel et John Knoll
  - Spider-Man 3 – Scott Stokdyk, Peter Nofz, Spencer Cook et John Frazier

### Télévision
Note : le symbole « ♕ » rappelle le gagnant de l'année précédente (si nomination).

#### Meilleure série diffusée sur les réseaux nationaux
- Lost : Les Disparus (Lost)
  - Heroes ♕
  - Journeyman
  - Pushing Daisies
  - Supernatural
  - Terminator : Les Chroniques de Sarah Connor (Terminator: The Sarah Connor Chronicles)

#### Meilleure série diffusée sur le câble ou en syndication
- Dexter
  - Battlestar Galactica ♕
  - The Closer : L.A. enquêtes prioritaires (The Closer)
  - Kyle XY
  - Saving Grace
  - Stargate SG-1

#### Meilleur téléfilm
- Les Griffin - Blue Harvest
  - The Company
  - Fallen
  - Masters of Science Fiction
  - Deux princesses pour un royaume (Tin Man)
  - Battlestar Galactica: Razor
  - Joyeux Noël Shrek ! (Shrek the Halls)

#### Meilleur acteur
- Matthew Fox pour Lost : Les Disparus
  - Edward James Olmos pour Battlestar Galactica
  - Michael C. Hall pour Dexter ♕
  - Kevin McKidd pour Journeyman
  - Matt Dallas pour Kyle XY
  - Lee Pace pour Pushing Daisies

#### Meilleure actrice
- Jennifer Love Hewitt pour Ghost Whisperer ♕
  - Kyra Sedgwick pour The Closer : L.A. enquêtes prioritaires
  - Evangeline Lilly pour Lost : Les Disparus
  - Anna Friel pour Pushing Daisies
  - Holly Hunter pour Saving Grace
  - Lena Headey pour Terminator : Les Chroniques de Sarah Connor

#### Meilleur acteur dans un second rôle
- Michael Emerson pour Lost : Les Disparus
  - Erik King pour Dexter
  - Greg Grunberg pour Heroes
  - Masi Oka pour Heroes ♕
  - Josh Holloway pour Lost : Les Disparus
  - Terry O'Quinn pour Lost : Les Disparus

#### Meilleure actrice dans un second rôle
(ex æquo)
- Elizabeth Mitchell pour Lost : Les Disparus
- Summer Glau pour Terminator : Les Chroniques de Sarah Connor
  - Jennifer Carpenter pour Dexter
  - Jaime Murray pour Dexter
  - Hayden Panettiere pour Heroes ♕
  - Jaimie Alexander pour Kyle XY

### DVD

#### Meilleure édition DVD
- Le Cabinet du docteur Caligari (The Cabinet of Dr. Caligari)
  - Derrière le masque (Behind the Mask: The Rise of Leslie Vernon)
  - Driftwood
  - The Man from Earth
  - The Nines
  - La Voix des morts : la lumière

#### Meilleure édition spéciale DVD
- Blade Runner (Edition ultimate collector 5 DVD)
  - Big
  - Rencontres du troisième type (Close Encounters of the Third Kind)
  - Boulevard de la mort (Death Proof)
  - Le Labyrinthe de Pan (El Laberinto del fauno)
  - Troie (Troy)

#### Meilleure édition spéciale DVD d'un classique
- The Monster Squad
  - Dark Crystal (The Dark Crystal)
  - Flash Gordon
  - Le Grand Inquisiteur (Witchfinder General)
  - L'Incroyable Alligator (Alligator)
  - Volte-face (Face/Off)

#### Meilleure collection DVD
- The Mario Bava Collection (Vol. 1 & 2) comprenant Le Masque du démon (La Maschera del demonio), Les Trois Visages de la peur (I tre volti della paura), La Fille qui en savait trop (La Ragazza che sapeva troppo), Opération peur (Operazione paura), Six Femmes pour l'assassin (Sei donne per l'assassino), Baron vampire (Gli Orrori del castello di Norimberga), Lisa et le Diable (Lisa e il diavolo), Roy Colt e Winchester Jack, Quante volte... quella notte, La Baie sanglante (Reazione a catena) et L'Île de l'épouvante (5 bambole per la luna d'agosto)
  - The Godzilla Collection comprenant Godzilla (ゴジラ, Gojira), Godzilla, le monstre de l’océan pacifique (Godzilla, King of the Monsters!), Le Retour de Godzilla (ゴジラの逆襲, Gojira no Gyakushū), Mothra contre Godzilla (モスラ対ゴジラ, Mosura tai Gojira), Ghidrah, le monstre à trois têtes (三大怪獣　地球最大の決戦, San Daikaijū: Chikyū Saidai no Kessen), Invasion Planète X (怪獣大戦争, Kaijū Daisensō) et Mechagodzilla contre-attaque (メカゴジラの逆襲, Mekagojira no Gyakushū)
  - The Sergio Leone Anthology comprenant Pour une poignée de dollars (Per un pugno di dollari), Et pour quelques dollars de plus (Per qualche dollaro in più), Le Bon, la Brute et le Truand (Il buono, il brutto, il cattivo) et Il était une fois la révolution (Giù la testa)
  - Sonny Chiba Collection comprenant Super Express 109 (新幹線大爆破, Shinkansen Daibakuha), La Karatigresse aux mains d'acier (女必殺拳, Onna Hissatsu Ken), Karate Warriors (Kozure satsujin ken), Dragon Princess (必殺女拳士, Hissatsu Onna Kenshi), Golgo 13 : Assignment Kowloon (ゴルゴ13 九竜の首, Gorugo Sātīn Kûron no kubi), Karate Kiba, Champion of Death (けんか空手 極真拳, Kenka karate kyokushinken) et The Street Fighter's Last Revenge (逆襲！殺人拳, Gyakushū! Satsujin ken)
  - Stanley Kubrick: Warner Home Video Directors Series comprenant 2001, l'Odyssée de l'espace (2001: A Space Odyssey), Orange mécanique (A Clockwork Orange), Eyes Wide Shut, Full Metal Jacket, Shining (The Shining) et Stanley Kubrick : Une vie en image (Stanley Kubrick: A Life in Pictures)
  - Vincent Price (MGM Scream Legends Collection) comprenant L'Abominable Docteur Phibes (The Abominable Dr. Phibes), L'Empire de la terreur (Tales of Terror), Théâtre de sang (Theater of Blood), Madhouse, Le Grand Inquisiteur (Witchfinder General), Le Retour de l'abominable Docteur Phibes (Dr. Phibes Rises Again) et Trio de terreur (Twice-Told Tales)

#### Meilleure édition DVD d'un programme télévisé
- Heroes
  - Eureka
  - Les Arnaqueurs VIP (Hustle)
  - Lost : Les Disparus (Lost)
  - Un jour sur Terre (Earth)
  - MI-5 (Spooks)

#### Meilleure édition DVD d'un ancien programme télévisé
- Twin Peaks
  - Au pays des géants (Land of the Giants)
  - Mission impossible (Mission: Impossible)
  - Les Mystères de l'Ouest (The Wild Wild West)
  - Great Performances
  - Les Aventures du jeune Indiana Jones (The Young Indiana Jones Chronicles)

### Prix spéciaux

#### George Pal Memorial Award
- Guillermo del Toro

#### Special Achievement Award
- Tim & Donna Lucas

#### Filmmakers Showcase Award
- Matt Reeves pour Cloverfield

#### Service Award
- Fred Barton